# Alba Cros
Alba Cros (Palafrugell, 1991) é uma realizadora de cinema espanhola. O seu filme Les amigues de l'Àgata foi nomeado em 2016 pelo IX Prémio Gaudí da Academia do Cinema Catalão.

## Carreira
Licenciou-se em Comunicação Audiovisual pela Universidade Pompeu Fabra de Barcelona em 2014, integrando pouco depois algumas equipas técnicas em rodagem, como no filme Barcelona nit d'estiu (2013) e na curtametragem A perro flaco (2014).
Como trabalho de fim de ano, realizou o filme Les amigues de l'Àgata ao lado de suas colegas Laura Rius, Laia Alabart y Marta Verheyen, tendo todas repartido de forma igual o seu papel no desenvolvimento do guião, direção de actores, direção de câmara e montagem final. O filme foi apresentado em diversos festivais, tais como o Festival Abycine de Albacete em 2014, o Festival de Cinema d'Autor de Barcelona em 2015 e o Festival de Cinema de Tarragona de 2015 e recebeu a nomeação de melhor filme nos Prêmios Gaudí da Academia de Cinema em Catalão.
Posteriormente, juntamente con um colectivo de dez criadoras de conteúdos artísticos e visuais, Alba Cros codirigiu o filme Akerman, un record, onde homenageava a cineasta belga Chantal Akerman.
Em fevereiro de 2018, o filme Les amigues de l'Àgata integrou a II Mostra de Cinema Jovem Europeu, celebrada no Centro Cultural Conde Duque de Madrid e em colaboração com a rede EUNIC (European Union National Institutes for Culture), cujo objectivo tem sido apostar no intercâmbio e na diversidade cultural, apoiando jovens e novos talentos. A obra de Alba Cros e de suas colegas foi a única representação espanhola.
Desde junho de 2021 faz parte da nova Junta da Academia do Cinema Catalão, presidida pela diretora Judith Colell i Pallarès.

## Filmografia
- Les amigues de l’Àgata (2015), Universitat Pompeu Fabra. Direcção, argumento e montagem ao lado de Laura Rius, Laia Alabart e Marta Verheyen
- Akerman, un record (2015). Codirectora
- A perro flaco (2014), Escola Superior de Cinema i Audiovisuals de Cataluña (ESCAC). Equipa técnica
- Barcelona nit d'estiu (2013), Cameo, O Terrat, Filmin et a o. Equipa técnica